# Friedrich Neumann (Germanist)

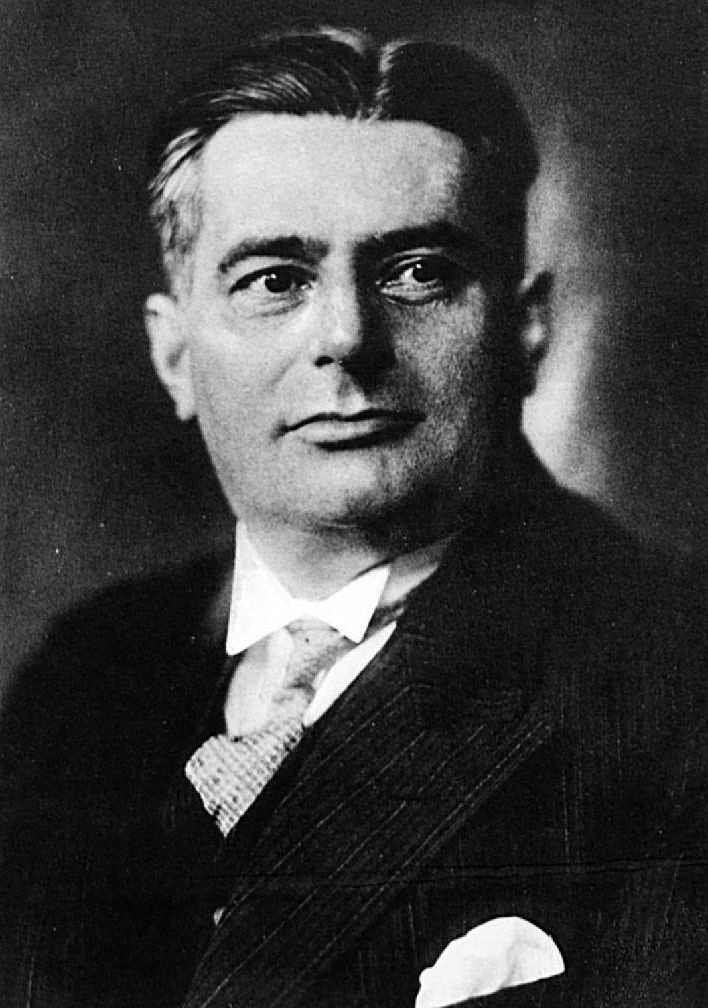
Friedrich Neumann (um 1930)

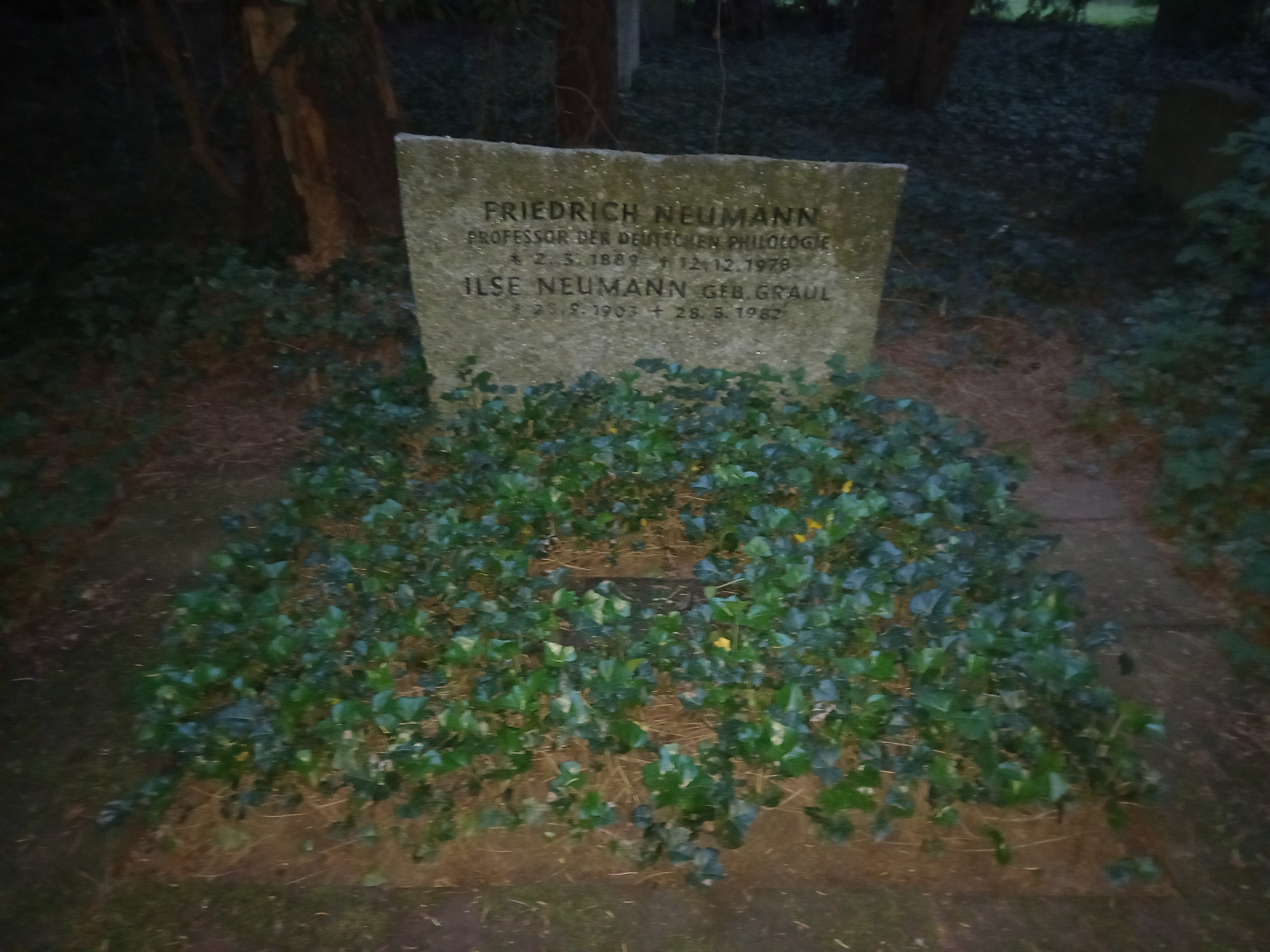
Das Grab von Friedrich Neumann und seiner Ehefrau Ilse geborene Graul auf dem Stadtfriedhof Göttingen

Friedrich Neumann (* 2. März 1889 in Wilhelmshöhe bei Kassel; † 12. Dezember 1978 in Göttingen) war ein deutscher germanistischer Mediävist.

## Studium und Professur
Neumann studierte von 1907 bis 1913 Klassische Philologie, Germanistik und Philosophie in Marburg, München und Göttingen. 1907 wurde er Mitglied der Burschenschaft Alemannia Marburg. 1914 wurde Neumann in Göttingen promoviert. Im Ersten Weltkrieg diente er als Kriegsfreiwilliger an der Westfront, zuletzt als Leutnant und Kompanieführer. Nach zweijährigem Schuldienst habilitierte er sich 1921 in Philologie an der Georg-August-Universität Göttingen. Nach einer ersten Professur an der Universität Leipzig lehrte Neumann von 1927 bis 1945 als o. Professor für Deutsche Philologie in Göttingen. Zu seinen Studenten gehörten Hans Butzmann, Gottfried Höfer und Karl Brethauer. Von 1943 bis 1945 war er ordentliches Mitglied der Göttinger Akademie der Wissenschaften.

## Zeit des Nationalsozialismus
In der Zeit des Nationalsozialismus trat Neumanns wissenschaftliche Arbeit hinter seine hochschulpolitischen und weltanschaulichen Aktivitäten zurück. Neumann trat zum 1. Mai 1933 der NSDAP bei (Mitgliedsnummer 2.376.877). Von Mai 1933 bis März 1938 war er Rektor und von 1938 bis 1943 Prorektor der Universität Göttingen. „Neumann war von 1933 bis 1943 Mitglied der Universitätsleitung und somit an der administrativen Durchführung vieler Unrechtsmaßnahmen beteiligt. Seine hochschulpolitischen Schriften wie auch seine wissenschaftlichen Veröffentlichungen in der NS-Zeit zeigen, dass Neumann in beiden Feldern mehr als bereit war, die der nationalsozialistischen Ideologie anzupassen.“
Die Bücherverbrennung am 10. Mai 1933 in Göttingen wurde von Neumann als Rektor der Universität Göttingen eröffnet. In seiner Rede kritisierte er insbesondere Erich Maria Remarques Werk Im Westen nichts Neues. Nach Angaben des Göttinger Tageblatts forderte Neumann während seiner Rede im überfüllten Auditorium maximum, man müsse „unablässig daran arbeiten, daß unser Volk sein gesundes Wachstum behält und seine innere Eigenart vollendet“. Nach einer Feuerrede des Germanisten Gerhard Fricke zogen die studentischen Gruppen vom Weender Tor zum Adolf-Hitler-Platz, dem heutigen Albaniplatz, zur Verbrennung der Bücher.
Am 11. November 1933 hielt Neumann auf der Veranstaltung in Leipzig zum Bekenntnis der Professoren an den deutschen Universitäten und Hochschulen zu Adolf Hitler und dem nationalsozialistischen Staat die Festrede, in der er unter anderem sagte: „Wir lehnen jeden Humanismus ab, der allen Völkern die gleiche Lebensform aufzwingt“. Anschließend unterzeichnete er, wie viele andere Professoren, den Aufruf. 1937 schrieb er in einen Beitrag in: Volk und Hochschule im Umbruch: „Das deutsche Volk entfaltet sich in der nationalsozialistischen Bewegung als eine politische Tatsache aus den germanisch-deutschen Grundkräften“.
Neumann war seit 1933 Förderndes Mitglied der SS, leitete als Mitglied im NS-Dozentenbund und NS-Lehrerbund Dozentenakademien und richtete die Neubesetzung von Lehrstühlen streng nach nationalsozialistischen Vorgaben aus. Er war aktiv bei der Aberkennung von Doktortiteln politisch missliebiger Wissenschaftler beteiligt, etwa bei Max Bachenheimer und Dietrich von Hildebrand. Aktiv betrieb er auch die vorzeitige Emeritierung von Kollegen wie beispielsweise des Anglistik-Ordinarius Hans Hecht.

## Entnazifizierung
1945 wurde Neumann seines Amtes enthoben, im Entnazifizierungsverfahren 1949 dann jedoch nur als Mitläufer eingestuft. Ein Jahr später galt er als „entlastet“ und wurde 1954 ordnungsgemäß emeritiert.

## Auszeichnung
1971 erhielt Neumann den Brüder-Grimm-Preis der Philipps-Universität Marburg.

## Veröffentlichungen (Auswahl)
- Geschichte der altdeutschen Literatur 800–1600. Berlin 1966.
- Freidank. In: Verfasserlexikon. 2. Auflage. Band 2, 1980, Sp. 897–903 (postum).